# ヴァルナ (小惑星)
ヴァルナ (20000 Varuna) は、将来的に準惑星（冥王星型天体）に分類される可能性がある太陽系外縁天体の一つ。2000年に発見されたが、1953年に撮影された写真に写っていたことが分かっている。名前はインド神話の神ヴァルナに由来する。
ヴァルナの性質については、あまりよく分かっていない。光度変化のグラフから、自転周期は3.17時間か6.34時間とみられている。後者は、光度変化の一周期中に2本のピークが現れるとした場合の値である。密度はおよそ1g/cm3であり、水とほぼ同じである。
熱測定と光学測定の組み合わせにより、直径は 900-1,000km 前後と推定されている。
2013年1月9日、ヴァルナがふたご座にある15.9等級の恒星3UCAC 233-089504の星食が発生した。太陽系外縁天体に分類される天体の星食が日本国内で観測されたのは初めて。